# Округ Охајо (Индијана)
Охајо (енгл. Ohio County) је округ у америчкој савезној држави Индијана.

## Демографија
По попису из 2010. године број становника је 6.128, што је 505 (9,0%) становника више него 2000. године.
| Група             | 2000.         | 2010.         |
| Белци             | 5.531 (98,4%) | 5.967 (97,4%) |
| Афроамериканци    | 27 (0,5%)     | 22 (0,4%)     |
| Азијати           | 8 (0,1%)      | 19 (0,3%)     |
| Хиспаноамериканци | 25 (0,4%)     | 69 (1,1%)     |
| Укупно            | 5.623         | 6.128         |